# Margret Härtel

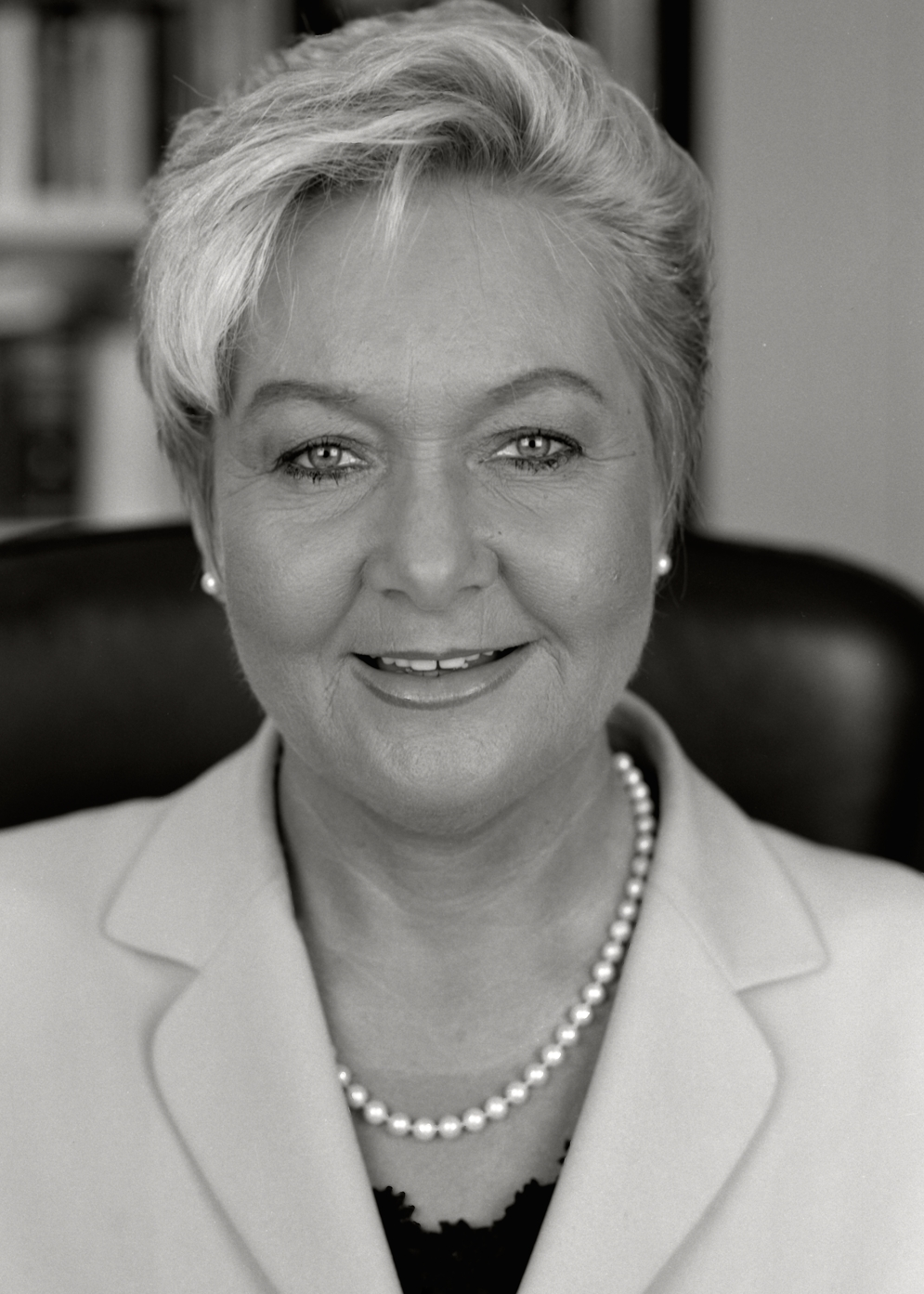
OB Margret Härtel 1998

Margret Härtel (* 21. Dezember 1943) ist eine deutsche Politikerin (CDU). Sie war von 1. Juli 1994 bis 15. Mai 2003 Oberbürgermeisterin von Hanau.

## Werdegang
Härtel, verheiratet und Mutter von vier erwachsenen Kindern, stieg 1971 parteilos in die Kommunalpolitik ein, trat später der CDU bei.
Sie fungierte von 1994 bis 2003 als direkt gewählte Oberbürgermeisterin der Stadt Hanau und zeitweilig als Mitglied des Landesvorstands der CDU Hessen.
Die im Zuge der von ihr durchgesetzten Landesgartenschau 2002 in Hanau realisierten städtebaulichen Maßnahmen in ihrem eigenen Wohnviertel bezeichnete der hessische Ministerpräsident Roland Koch (ebenfalls CDU) 2002 als „Jahrhundertereignis für die Stadt Hanau“. Regionales Medieninteresse weckte die Kommunalpolitikerin auch, als sie den Fußballer und späteren Teamchef der Fußballnationalmannschaft Rudi Völler nach der Vizeweltmeisterschaft 2002 zum Ehrenbürger Hanaus ernannte, was eigentlich nur die Stadtverordnetenversammlung kann (§ 28 HGO in Verbindung mit § 51 HGO).
Härtel wurde nach Vorwürfen der persönlichen Vorteilsnahme im Amt und der Verwendung öffentlicher Gelder für private Zwecke durch ein Bürgervotum vom 11. Mai 2003 mit 89,7 % der abgegebenen Stimmen abgewählt. Das folgende Gerichtsverfahren gegen sie wurde nach Zahlung einer Geldbuße von 4000 Euro eingestellt. Eine Gegenklage gegen die Abwahl von Margret Härtel wurde vom Verwaltungsgericht Frankfurt am Main abgewiesen.

## TV-Auftritte
Margret Härtel wurde überregional bekannt durch mehrere TV-Auftritte beim ZDF im Mai 2008. Dort erreichte sie in der Sendung Die Küchenschlacht das Finale.